# Bryan Cesar
Bryan Cesar Ramadhan (sinh ngày 16 tháng 3 năm 1993) là một cầu thủ bóng đá người Indonesia hiện tại thi đấu cho Persiba Balikpapan ở Liga 1 ở vị trí tiền vệ 